# Pavel Juroška
Pavel Juroška (Prostřední Bečva, 7 luglio 2001) è un calciatore ceco, centrocampista o ala dello Slovácko.

## Biografia
È il fratello del calciatore Jan Juroška.

## Statistiche

### Presenze e reti nei club
Statistiche aggiornate all'11 febbraio 2024.
| Stagione        | Squadra         | Campionato      | Campionato | Campionato | Coppe nazionali | Coppe nazionali | Coppe nazionali | Coppe continentali | Coppe continentali | Coppe continentali | Altre coppe | Altre coppe | Altre coppe | Totale | Totale |
| Stagione        | Squadra         | Comp            | Pres       | Reti       | Comp            | Pres            | Reti            | Comp               | Pres               | Reti               | Comp        | Pres        | Reti        | Pres   | Reti   |
| --------------- | --------------- | --------------- | ---------- | ---------- | --------------- | --------------- | --------------- | ------------------ | ------------------ | ------------------ | ----------- | ----------- | ----------- | ------ | ------ |
| feb.-giu. 2022  | Slovácko        | 1L              | 6          | 0          | MC              | 1               | 0               | -                  | -                  | -                  | -           | -           | -           | 7      | 0      |
| 2022-2023       | Slovácko        | 1L              | 13         | 0          | MC              | 0               | 0               | UEL+UECL           | 0+1                | 0                  | -           | -           | -           | 14     | 0      |
| 2023-2024       | Slovácko        | 1L              | 18         | 1          | MC              | 1               | 1               | -                  | -                  | -                  | -           | -           | -           | 19     | 2      |
| Totale carriera | Totale carriera | Totale carriera | 37         | 1          |                 | 2               | 1               |                    | 1                  | 0                  |             | -           | -           | 40     | 2      |

## Palmarès

### Club

#### Competizioni nazionali
- Coppa della Repubblica Ceca: 1

Slovácko: 2021-2022